# Ouro Verde de Goiás
Ouro Verde de Goiás ist ein brasilianisches Município im Bundesstaat Goiás. Laut der brasilianischen Volkszählung 2022 des Brasilianischen Instituts für Geografie und Statistik (IBGE) hat sie 4.057 Einwohner. Im Jahr 2024 betrug die geschätzte Einwohnerzahl 4.108.
Sie liegt südwestlich der brasilianischen Hauptstadt Brasília und 63 km nördlich von Goiânia, der Hauptstadt des Bundesstaates, in der Mesoregion Zentral-Goiás und in der Mikroregion Anápolis.
Der Sitz des Munizips liegt 1.040 Meter über dem Meeresspiegel und der höchste Punkt des Munizips ist die Serra do Mizael mit 1.155 Metern.

## Geschichte
Die Stadt Ouro Verde de Goiás entstand im 19. Jahrhundert mit der Gründung des Landgutes Boa Vista do Matão im Zentrum des Bundesstaates Goiás. Bei seiner Gründung gehörte der Hof zunächst zum Munizip Meia Ponte (heute Pirenópolis) und wurde 1833 Teil des Munizips Santana (Anápolis).
Es gibt einige Aufzeichnungen, die sich im Wesentlichen auf die mündliche Überlieferung einiger ehemaliger Bewohner stützen, wonach es um 1933 in den zum Hof gehörenden Gebieten bereits einige Strohhütten gab, die in ungeordneter Weise gebaut und von traditionellen Familien aus Goiás bewohnt wurden. Aufgrund dieser Bevölkerungsdichte wurde die Region unter dem Namen Matãozinho bekannt.
In den ersten Jahrzehnten des 20. Jahrhunderts änderte sich die Ruhe in der Region mit der allmählichen Ankunft von Einwanderern aus anderen Bundesstaaten, vor allem aus dem Nordosten und Minas Gerais.
Der 9. April 1936 gilt als Ausgangspunkt für die Gründung des Dorfes Boa Vista de Matão. Im Jahr 1945 begann sich der Ort um den Platz der São Sebastião geweihten Kirche zu konsolidieren, und es entstanden die ersten kommerziellen Einrichtungen.
Mit der Entwicklung der Viehzucht auf den Ländereien der Stadt und dem Wachstum der landwirtschaftlichen Produktion, insbesondere der Produktion von Getreide wie Reis, Mais, Bohnen und Kaffee, begannen die lokalen Behörden einen Prozess, der die Schaffung eines Bezirks auf den Ländereien der Stadt forderte.
In der Zeit von 1948 bis 1963, als Matão ein Bezirk der Stadt Anápolis war, gab es 10 Bürgermeister, der erste war José Carvalho im Jahr 1949 und der letzte José Sebastião de Souza im Jahr 1962.

### Administrative Geschichte
Mit dem Gemeindegesetz (Lei Municipal) Nr. 75 vom 12-07-1948 wurde der Bezirk mit dem Namen Matão geschaffen, der der Município Anápolis unterstellt ist. In einer Gebietsaufteilung vom 1. Juli 1960 ist der Bezirk Teil des Munizips Anápolis.
Durch das Staatsgesetz Nr. 4.592 vom 1. Oktober 1963 wurde es zum Munizip mit dem Namen Ouro Verde de Goiás erhoben und dabei von Anápolis getrennt. Es ist Teil des heutigen Bezirks Ouro Verde (ehemals Matão) und wurde am 1. Januar 1964 eingesetzt. Dies ist auch Stand 2017 der Fall.

## Geographische Lage
Ouro Verde de Goiás grenzt an die Gemeinden:
- im Nordosten an Anápolis
- im Osten an Campo Limpo de Goiás
- im Südosten an Anápolis
- im Süden an Nerópolis
- im Südwesten an Nova Veneza
- im Westen an Damolândia
- im Nordwesten an Petrolina de Goiás

Ouro Verde de Goiás liegt im Süden des Gebirgszuges Serra dos Pireneus und entwässert dadurch einerseits nach Norden in das Rio-Tocantins-Becken und andererseits nach Süden in das Paraná-Becken.

## Wirtschaft
Das Munizip wird von der Nord-Süd-Eisenbahnlinie durchquert. Heute ist das Municipio ein wichtiger Erzeuger von roten Rüben und anderen Obst- und Gemüseprodukten wie Karotten, Kohl und Tomaten. In der Landwirtschaft ist es zu einem wichtigen Erzeuger von Reis und Mais geworden. Es widmet sich auch der Milch- und Rinderzucht. Es gibt eine Keramik-, Molkerei- und Bekleidungsindustrie.